# Colonia la Virgen, Delstaten Mexiko
Colonia la Virgen är en ort i Mexiko.   Den ligger i kommunen Zinacantepec och delstaten Mexiko, i den sydöstra delen av landet, 60 km väster om huvudstaden Mexico City. Colonia la Virgen ligger 2 714 meter över havet och antalet invånare är 562.
Terrängen runt Colonia la Virgen är kuperad åt sydväst, men åt nordost är den platt. Runt Colonia la Virgen är det mycket tätbefolkat, med 2 103 invånare per kvadratkilometer. Närmaste större samhälle är Toluca, 7,8 km öster om Colonia la Virgen. Runt Colonia la Virgen är det i huvudsak tätbebyggt.